# Andrea Escalona
Andrea Escalona Rodríguez (Ciudad de México, 6 de agosto de 1986) es una presentadora de televisión y actriz mexicana. 
Inició su carrera como presentadora de televisión en el programa de TV Azteca, Con sello de mujer, junto a Tere Bermea, Maggie Hegyi, María Inés y Anette Cuburu.
Es columnista del Diario Basta en México. A finales de 2011 decidió dejar TV Azteca en México y viajó a Estados Unidos a trabajar.
A principios de 2012 se mudó a California y salió en la portada de la Revista H para hombres y sacó su línea de joyas “Adas by Escalona” fue locutora en la estación de radio “La que Buena” en Los Ángeles, California en el show de Don Cheto; y conductora titular del programa “Estrellas Hoy” en Estrella TV e integrante del equipo de noticias.
Después de 4 años de vivir y trabajar en Estados Unidos en febrero decidió renunciar al programa Suelta La Sopa donde era una de las panelistas en Telemundo regresar a México a buscar nuevas oportunidades.
En 2014 incursionó en la música con su primera colaboración en la canción Pam Param Pam Pam con Diego Herrera y en 2016 lanzó su primer sencillo "Mala inversión" la contestación a la canción de Voz De Mando "Ahora Resulta". Tuvo participaciones en el programa Enamorándonos de TV Azteca en 2017. Desde el año 2018 es presentadora en el programa matutino Hoy, junto a Galilea Montijo y Andrea Legarreta.

## Biografía
Escalona viene de familia de artistas por el lado materno desde su tatarabuela Ada Navarrete, su bisabuela Ada Carrasco, su abuela Malena Doria, su abuelo Jorge del Campo, y su mamá Magda Rodríguez quien fue productora de entretenimiento. Creció en los foros e hizo su debut en la televisión a los 3 meses de edad, en la telenovela “Seducción” de Televisa, donde participó como la hija de Maribel Guardia. Estudió cine en Arte7, donde realizó su primer cortometraje como directora y escritora en “Y vivieron felices para siempre” en Barcelona, España, estudió Guionismo, Estilismo, Escaparatismo, y Teatro Clásico.

## Filmografía

### Telenovelas
| Año  | Título                 | Papel                        |
| ---- | ---------------------- | ---------------------------- |
| 1986 | Seducción              |                              |
| 2001 | Como en el cine        | Malena                       |
| 2002 | Súbete a mi moto       | Dani                         |
| 2004 | La heredera            | Montserrat                   |
| 2005 | Machos                 | Carmen Salazar Villavicencio |
| 2005 | Top models             | Brenda                       |
| 2007 | Bellezas indomables    | Mara                         |
| 2009 | Eternamente tuya       | Florencia                    |
| 2010 | Quiéreme tonto         | Nayeli Cruz                  |
| 2011 | Cielo rojo             | Patricia "Patty" Molina      |
| 2018 | Y mañana será otro día | Lidia                        |

### Series
| Año  | Título                      | Capítulo                       | Personaje         |
| ---- | --------------------------- | ------------------------------ | ----------------- |
| 2005 | La vida es una canción      | Amarte así, Lobo               | Úrsula, Alondra   |
| 2011 | Lo que callamos las mujeres | Taloneando la vida, Niña sucia | Estrella, Yolanda |
| 2020 | Relatos Macabrones          |                                | Fanny             |

### Programas
| Año           | Título                      | Personaje           |
| ------------- | --------------------------- | ------------------- |
| 1999-2004     | Con sello de mujer          | Conductora          |
| 2008          | Póker de reinas             | Conductora          |
| 2012-2013     | Estrellas hoy               | Conductora          |
| 2016          | Un nuevo día                | Conductora Invitada |
| 2013-2016     | Suelta la sopa              | Conductora          |
| 2017          | La isla, el reality         | Ella misma          |
| 2017          | Enamorándonos               | Recurrente          |
| 2018-presente | Hoy                         | Conductora          |
| 2021          | Las estrellas bailan en Hoy | Ella misma          |

## Obras de Teatro
| Año       | Título                       | Personaje |
| --------- | ---------------------------- | --------- |
| 1993      | Caperucita roja              |           |
| 1993-1998 | Don diablo                   |           |
| 2002      | La princesas y sus príncipes |           |
| 2009      | Que plantón                  | Rosa      |
| 2011      | La bella durmiente           | Aurora    |

## Locución
| Año       | Programa    | Estación     |
| --------- | ----------- | ------------ |
| 2010      | La academia | EXA          |
| 2012-2013 | Don cheto   | La Que Buena |

## Vídeos musicales
| Año  | Tema musical  | Artista      |
| ---- | ------------- | ------------ |
| 2012 | Ahora resulta | Voz de Mando |

## Sencillos
| Año  | Sencillo            | Álbum |
| ---- | ------------------- | ----- |
| 2014 | «Pam param pam pam» | N/A   |
| 2016 | «Mala Inversión»    | N/A   |